# PinchukArtCentre
Il PinchukArtCentre è un museo di arte contemporanea situato nei pressi di Piazza Bessarabia a Kiev in Ucraina.
Progettato dall'architetto francese Philippe Chiambaretta e aperto il 16 settembre 2006 dal magnate dell'acciaio e mecenate Viktor Pinčuk, il museo espone varie collezioni d'arte contemporanea nazionale e internazionale. 
È il primo museo privato aperto in Ucraina dopo la dissoluzione dell'URSS, nonché il primo museo finanziato privatamente e il più grande museo privato allestito nel territorio dell'ex Unione Sovietica.
Nel 2007 e nel 2009 il PinchukArtCentre ha rappresentato l'Ucraina alla Biennale di Venezia.